# Пио, Никола
Никола (Никколо) Пио (итал. Nicola Pio; ок. 1677 — до 1733) — итальянский писатель-биограф, знаток и коллекционер рисунков и гравюр итальянских художников XVI—XVIII веков.
О жизни собирателя известно мало. Вначале он коллекционировал гравюры и сформировал коллекцию, основная часть которой ранее хранилась в Национальном кабинете рисунков и эстампов (итал. Gabinetto Nazionale dei Disegni e delle Stampe) на вилле Фарнезина в Риме. Затем его заинтересовали рисунки художников, большинство из которых были его современниками, и он написал работу о 225 художниках, скульпторах и архитекторах (1724), к которой добавил портреты всех рассмотренных художников, а также коллекцию их рисунков.
Рукопись не была напечатана при жизни Пио. Она была опубликована впервые в 1977 году. Каждая биография сопровождалась рисованным портретом. Изображения современных художников были почти все автопортретами, другие, мастеров эпохи Возрождения и барокко, Никола Пио специально заказывал на основе старых источников. Портреты нарисованы в разных техниках, часто чёрным или красным мелом (сангиной), иногда на тонированной бумаге. Многие имеют декоративную рамку с символами. Вполне вероятно, что Пио намеревался гравировать портреты и иллюстрировать ими биографии в печатной книге. Но этого так и не произошло. Вместо этого портреты были включены в коллекции рисунков других ценителей XVIII века, в том числе шведского аристократа Карла Густава Тессина. Всего сохранилось сто шестьдесят портретов, из которых сто сорок девять находятся в Национальном музее в Стокгольме, а около десяти — в других коллекциях.